# ATP de Singapura
O ATP de Singapura – ou Singapore Tennis Open, na última edição – foi um torneio de tênis profissional masculino, de nível ATP 250.
Realizado na cidade-estado de Singapura, no sudeste asiático, estreou em 1989, tendo dois períodos com quatro edições cada: uma na passagem dos anos 1990 e outro na segunda metade da mesma década. Retornou em 2021 com a licença de apenas um ano. Os jogos eram disputados em quadras duras durante o mês de fevereiro.

## Finais

### Simples
| Ano  | Campeão        | Vice-campeão     | Resultado     |
| ---- | -------------- | ---------------- | ------------- |
| 2021 | Alexei Popyrin | Alexander Bublik | 4–6, 6–0, 6–2 |

### Duplas
| Ano  | Campeões                   | Vice-campeões                    | Resultado |
| ---- | -------------------------- | -------------------------------- | --------- |
| 2021 | Sander Gillé Joran Vliegen | Matthew Ebden John-Patrick Smith | 6–2, 6–3  |